# 327 Kolumbija
327 Kolumbija (mednarodno ime je i 327 Columbia) je asteroid v glavnem asteroidnem pasu. 

## Odkritje
Asteroid je odkril francoski astronom Auguste Charlois ( 1864 – 1910) 22. marca 1892 v Nici.. 

## Lastnosti
Asteroid Kolumbija obkroži Sonce v 4,63 letih. Njegova tirnica ima izsrednost 0,063, nagnjena pa je za 7,146° proti ekliptiki. Njegov premer je 26,1 km, okoli svoje osi se zavrti v 6,55 h .